# العلاقات الإريترية الكونغوية
العلاقات الإريترية الكونغولية هي العلاقات الثنائية التي تجمع بين إريتريا وجمهورية الكونغو.

## مقارنة بين البلدين
هذه مقارنة عامة ومرجعية للدولتين:
| وجه المقارنة                                              | إريتريا                                      | [[تصنيف:صفحات تستخدم رمز علم غير موجود\|]] جمهورية الكونغو |
| --------------------------------------------------------- | -------------------------------------------- | ---------------------------------------------------------- |
| المساحة (كم2)                                             | 117.60 ألف                                   | 342.00 ألف                                                 |
| عدد السكان (نسمة)                                         | 6.33 مليون                                   | 5.26 مليون                                                 |
| الكثافة السكانية (ن./كم²)                                 | 53.83                                        | 15.38                                                      |
| العاصمة                                                   | أسمرة                                        | برازافيل                                                   |
| اللغة الرسمية                                             | اللغة التغرينية، اللغة العربية، لغة إنجليزية | لغة فرنسية                                                 |
| العملة                                                    | ناكفا                                        | فرنك وسط أفريقي                                            |
| الناتج المحلي الإجمالي (بليون دولار)                      | 2.61 مليار                                   | 8.72 مليار                                                 |
| الناتج المحلي الإجمالي (تعادل القوة الشرائية) بليون دولار |                                              | 29.48 مليار                                                |
| الناتج المحلي الإجمالي الاسمي للفرد دولار أمريكي          |                                              | 1.85 ألف                                                   |
| الناتج المحلي الإجمالي للفرد دولار أمريكي                 |                                              |                                                            |
| مؤشر التنمية البشرية                                      | 0.391                                        | 0.591                                                      |
| رمز المكالمات الدولي                                      | +291                                         | +242                                                       |
| رمز الإنترنت                                              | .er                                          | .cg                                                        |
| المنطقة الزمنية                                           | ت ع م+03:00                                  | ت ع م+01:00                                                |

## منظمات دولية مشتركة
يشترك البلدان في عضوية مجموعة من المنظمات الدولية، منها:
| علم المنظمة | اسم المنظمة                                 | تاريخ انضمام إريتريا | تاريخ انضمام جمهورية الكونغو |
| ----------- | ------------------------------------------- | -------------------- | ---------------------------- |
|             | مؤسسة التمويل الدولية                       | 11 أكتوبر 1995       | 1 أكتوبر 1980                |
|             | منظمة حظر الأسلحة الكيميائية                | ?                    | ?                            |
|             | البنك الإفريقي للتنمية                      | ?                    | ?                            |
|             | يونسكو                                      | 2 سبتمبر 1993        | 24 أكتوبر 1960               |
|             | الأمم المتحدة                               | 28 مايو 1993         | 20 سبتمبر 1960               |
|             | منظمة الشرطة الجنائية الدولية               | ?                    | ?                            |
|             | البنك الدولي للإنشاء والتعمير               | 6 يوليو 1994         | 10 يوليو 1963                |
|             | مؤسسة التنمية الدولية                       | 6 يوليو 1994         | 8 نوفمبر 1963                |
|             | الاتحاد الأفريقي                            | ?                    | ?                            |
|             | وكالة ضمان الاستثمار متعدد الأطراف          | 10 سبتمبر 1996       | 16 أكتوبر 1991               |
|             | مجموعة دول أفريقيا والكاريبي والمحيط الهادئ | ?                    | ?                            |